# Louis de Bourbon, comte de Soissons

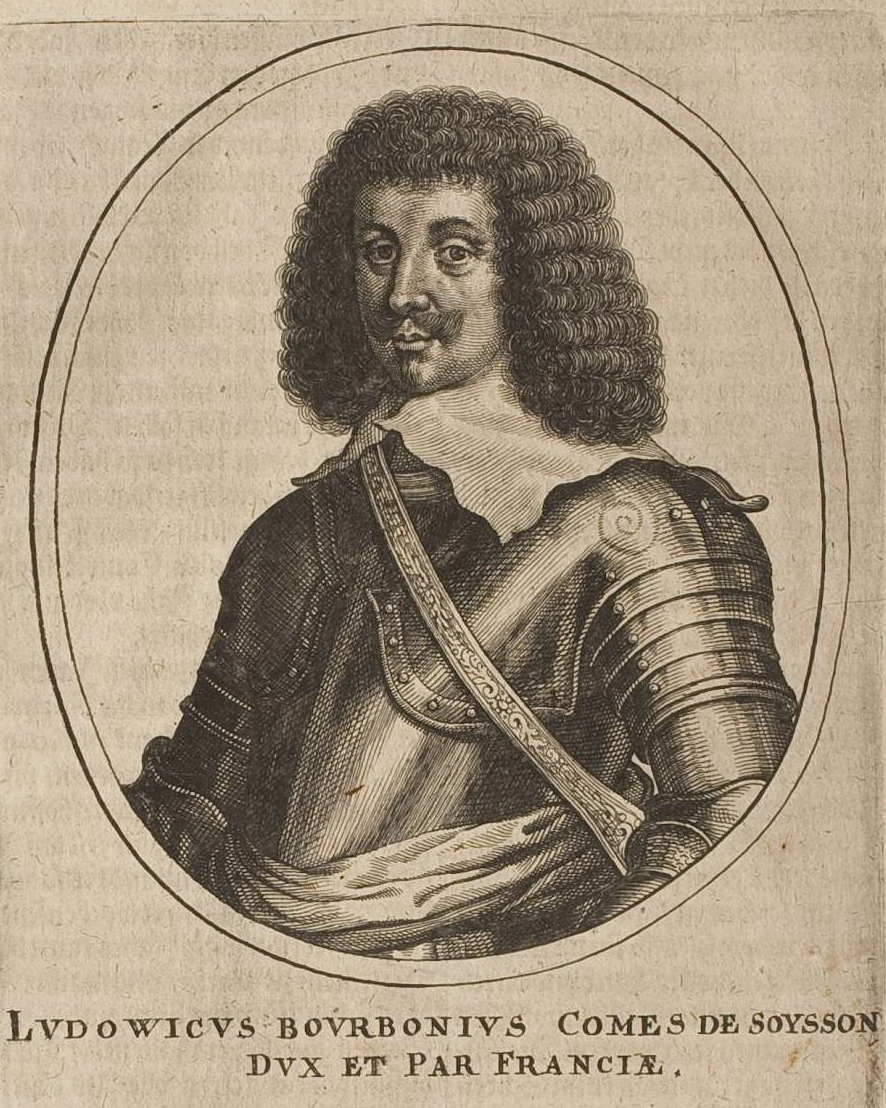
Louis de Bourbon-Soissons auf einem Stich in Merians Theatrum Europaeum

Louis de Bourbon, comte de Soissons (* 11. Mai 1604 im Hôtel de Soissons in Paris; † 6. Juli 1641 in La Marfée bei Sedan) war von 1612 bis 1641 Großmeister von Frankreich sowie Gouverneur der Dauphiné. Ab 1631 war er außerdem Gouverneur der Champagne und von Brie. Aus dem Haus Bourbon stammend, war er Graf von Soissons, Dreux und Clermont sowie Herr von Condé und Pair von Frankreich.

## Leben
Louis kam als einziger Sohn Charles de Bourbons, Graf von Soissons, und dessen Frau Anne de Montafié et de Clermont zur Welt und war somit ein Neffe von Henri I. de Bourbon. Bis zum Tode seines Vaters 1612 führte er den Titel des Herzogs von Enghien. Danach folgte er ihm in den Ämtern des Großmeisters von Frankreich und des Gouverneurs der Dauphiné nach. Am 31. Dezember 1619 wurde er im Alter von nur 15 Jahren in den Ritterorden vom heiligen Michael aufgenommen.
Während der Rivalitäten zwischen Maria de’ Medici, Ludwig XIII. und Kardinal Richelieu schlug sich Louis auf die Seite der Königsmutter, diente nach deren Versöhnung mit ihrem Sohn aber wieder in der königlichen Armee. So nahm er im April 1622 zum Beispiel am Gefecht bei Riez teil.
Eine gewisse Zeit lang machte sich Louis Hoffnungen auf die Hand der Schwester Ludwigs XIII., Henriette Marie, musste sich aber nach deren Heirat mit dem englischen König Karl I. von diesen Plänen verabschieden. Anstatt dessen warb er nun um Marie de Bourbon, duchesse de Montpensier, die aber auf Betreiben des Ministers Richelieu mit dem Prinzen Jean-Baptiste Gaston de Bourbon verheiratet wurde. Aus diesem Grund hegte Louis de Bourbon für den Rest seines Lebens einen tiefen Hass gegen den königlichen Minister. Gemeinsam mit einigen anderen Mitgliedern des französischen Hochadels, unter dem sich neben dem unwilligen Bräutigam Marie de Rohan-Montbazon, Herzogin von Chevreuse, und ihr Liebhaber, Henri de Talleyrand-Périgord (1599–1626), Graf von Chalais, befanden, hatte sich Louis zuvor an einem erfolglosen Mordkomplott gegen Richelieu beteiligt, um diese Hochzeit zu verhindern. Seine Beteiligung daran blieb jedoch ohne Folgen.
Nach dem Journée des dupes versuchte Kardinal Richelieu, die Familie Condé enger an das Königshaus zu binden. Infolgedessen wurde Louis im September des Jahres 1631 zum Gouverneur der Champagne und von Brie ernannt. Außerdem bot man ihm die Hand von Marie-Madeleine de Vignerod, einer Nichte Richelieus, die Louis jedoch ausschlug.
In den folgenden fünf Jahren diente er als Heerführer wieder in den königlichen Armee. In dieser Funktion gelang es ihm im November 1636, den Ort Corbie aus einer seit August anhaltenden spanischen Besetzung befreien.
Im gleichen Jahr organisierte er gemeinsam mit dem Bruder Ludwigs XIII., Jean-Baptiste Gaston de Bourbon, und Claude de Bourdeille, dem Grafen von Montrésor einen weiteren Mordanschlag auf Richelieu, der aber ebenfalls scheiterte. Er floh daraufhin in der Nacht vom 19. auf den 20. November nach Sedan zu Frédéric-Maurice de La Tour d’Auvergne, dem Herzog von Bouillon. Von dort setzte er seine Angriffe auf Richelieu mit militärischer Unterstützung Spaniens fort. Eine gegen ihn in Marsch gesetzte Armee unter Gaspard III. de Coligny wurde am 6. Juli 1641 in der Schlacht von La Marfée bei Sedan zwar geschlagen, aber Louis de Bourbon kam während dieser Schlacht – sie war bereits zu seinen Gunsten entschieden – unter ungeklärten Umständen durch einen Pistolenschuss zu Tode. Es ist bisher nicht geklärt, ob er im Kampf ums Leben kam, sich aus Versehen selbst tötete oder durch einen Mordanschlag zu Tode kam.
Sein Leichnam wurde in das Kartäuserkloster Nôtre Dame de Bonne-Espérance in Aubevoye bei Gaillon gebracht und neben seinem Vater bestattet. Die Grafschaften Soissons und Dreux gelangten nach seinem Tod über Thomas Franz von Savoyen-Carignan, den Mann seiner Schwester Marie Marguerite de Bourbon-Condé (1606–1692), zu deren jüngsten Sohn Eugen Moritz.

## Nachkommen
Trotz mehrerer Heiratsvorhaben blieb Louis de Bourbon unverheiratet. Mit Elisabeth des Hayes hinterließ er aber einen außerehelich geborenen Sohn, der 1643 legitimiert wurde:
- Louis Henri de Bourbon-Soissons (* August 1640; † 8. Februar 1703), Prince de Neufchâtel und de Valangin, Graf von Noyers und Dunois, ⚭ 7. Oktober 1694 Angélique Cunégonde de Montmorency-Luxembourg, Tochter von François-Henri de Montmorency-Luxembourg